# Chrysermos
Chrysermos (en grec ancien Χρύσερμος) est un médecin d’Alexandrie du milieu du Ier siècle av. J.-C., membre de l’école hérophilienne et maître d’Héraclide d'Erythrées.

## Notice historique
Il est surtout connu pour ses travaux sur le pouls, définissant le pouls comme une distension et une contraction des artères, lorsque la paroi artérielle se dilate et se rétrécit sous l'impulsion d'une faculté vitale et psychique. Contrairement à Hérophile, il ne mentionne pas le rôle du cœur. Sa modification du modèle d'Hérophile fut très controversé. Accepté par son élève Héraclide d'Erythrées, il a été rejeté par d'autres hérophiliens comme Aristoxène, et par Galien.
Nous avons également conservé de lui une recette de pastilles diurétiques transmise par Galien, et des recettes à base d'asphodèle pour lutter contre des inflammations des parotides et contre les écrouelles transmises par Pline.

## Sources
- H. von Staden, « Chrysermus“, in The Oxford Classical Dictionary, Oxford, 2012
- H. von Staden, Herophilus, The Art of Medicine in Early Alexandria, Cambridge, 1989, p.523-528